# ماكسيميليانو دياز
ماكسيميليانو دياز (بالإسبانية: Maximiliano Díaz) هو منافس ألعاب قوى أرجنتيني، ولد في 15 نوفمبر 1988 في سالتا في الأرجنتين.

## وصلات خارجية
- ماكسيميليانو دياز على موقع الاتحاد الدولي لألعاب القوى (الإنجليزية)